# كارل فون فايتسكر
كارل فون فايتسكر (بالألمانية: Karl von Weizsäcker)‏ (و. 1853 – 1926 م) هو قاضي، وسياسي ألماني، ولد في شتوتغارت، توفي في شتوتغارت، عن عمر يناهز 73 عاماً.

## التعليم
تعلم في جامعة توبنغن
.

## جوائز
حصل على جوائز منها:

وسام فريدريش